# Patrick Dewael
Patrick Yvonne Hugo Dewael (Lier, 13 oktober 1955) is een Belgisch politicus voor de Open Vld en was de 3de minister-president van Vlaanderen. Ook werd hij driemaal voorzitter van de Kamer van volksvertegenwoordigers.

## Biografie

### Opleiding
Zijn vader kwam als arrondissementscommissaris in Tongeren wonen. Zijn middelbaar onderwijs volgde Dewael aan het Koninklijk Atheneum in Tongeren. Daarna behaalde hij in 1977 een licentie in de rechten en in 1978 een licentie in het notariaat aan de VUB. Tussen 1978 en 1985 was Dewael actief als advocaat, alvorens hij zich helemaal toelegde op zijn politieke carrière.

### Politieke carrière
Zijn carrière in de liberale beweging begon Dewael in 1977-1978 als voorzitter van het Liberaal Vlaams Studentenverbond aan de VUB. Van 1978 tot 1979 was hij algemeen voorzitter van het LVSV. Daarna was hij van 1978 tot 1980 politiek secretaris van de PVV-Jongeren. Van mei tot oktober 1980 werkte hij op het kabinet van toenmalig minister van Justitie Herman Vanderpoorten, zijn oom. Nadien was Dewael van 1980 tot 1982 nationaal ondervoorzitter en van 1982 tot 1985 secretaris-generaal van de PVV.
Op 13 oktober 1985 werd Dewael voor het eerst verkozen als lid van de Kamer van volksvertegenwoordigers in het arrondissement Tongeren-Maaseik. Van november tot december 1985 was hij secretaris van de Kamer. Nadien trad hij als minister van Cultuur toe tot de Vlaamse Executieve (de voorloper van de Vlaamse regering), nauwelijks 30 jaar oud. Dit ambt zou hij bekleden tot in januari 1992, achtereenvolgens in de regeringen Gaston Geens II, III en IV. Onder de voogdij van Patrick Dewael werd het Kabeldecreet (de liberalisering van de televisiemarkt in Vlaanderen) goedgekeurd, waardoor de eerste commerciële omroep, VTM, de uitzendingen startte.
In de periode december 1985-mei 1995 had hij als gevolg van het toen bestaande dubbelmandaat ook zitting in de Vlaamse Raad. De Vlaamse Raad was vanaf 21 oktober 1980 de opvolger van de Cultuurraad voor de Nederlandse Cultuurgemeenschap, die op 7 december 1971 werd geïnstalleerd, en was de voorloper van het huidige Vlaams Parlement.
Van 1992 tot 1999 was hij fractieleider van VLD in de Kamer, en voerde Dewael mee oppositie tegen de regeringen Dehaene I en II. In 1995 stelde hij zich kandidaat voor het voorzitterschap van VLD, maar hij moest de duimen leggen voor Herman De Croo.
Na de gemeenteraadsverkiezingen van 1994 werd Dewael in januari 1995 burgemeester van Tongeren, waar hij al vanaf januari 1983 in de gemeenteraad zetelde.
Na de verkiezingsnederlaag van de CVP bij de federale en regionale verkiezingen in juni 1999 werd in Vlaanderen een coalitie op de been gebracht van VLD, SP, Agalev en de fractie VU&ID (de zogenaamde paars-groene coalitie), waarvan Dewael als minister-president de leiding nam. Dewael was nog minister-president toen hij deelnam aan de federale verkiezingen van mei 2003, als kandidaat voor de VLD in de provinciale kieskring Limburg, en werd hij opnieuw verkozen in de Kamer. Daarop verliet hij de Vlaamse regering om een maand later opgenomen te worden in de regering-Verhofstadt II als vicepremier en minister van Binnenlandse Zaken. Hij bleef beide functies uitoefenen in de regering-Verhofstadt III en daarna de regering-Leterme I en bleef minister van Binnenlandse Zaken tot in december 2008. Enkele maanden eerder, in september 2008, raakte zijn kabinet in opspraak door de onregelmatige benoemingen van twee secretaresses van het hoofd van de federale politie Fernand Koekelberg en de benoeming van kabinetsmedewerkster Christa Debeck in de Algemene Inspectie via frauduleuze examenresultaten.
Sedert hij in 1999 minister werd, was hij nog slechts titelvoerend burgemeester van Tongeren. Terwijl hij aan regeringen deelnam, werd hij door schepenen als waarnemend burgemeester vervangen, opeenvolgend door Jef Simon (1999-2003), Carmen Willems (2003-2009) en Hugo Biets (2009-2010). In 2010 hernam hij het effectieve burgemeesterschap en oefende dit uit tot eind 2024, toen Tongeren opging in de fusiestad Tongeren-Borgloon. 
Bij de aanvang van de regering-Van Rompuy op 30 december 2008 leverde Dewael zijn ministerportefeuille in. De daaropvolgende dag volgde hij Herman Van Rompuy op als voorzitter van de Kamer van volksvertegenwoordigers en bleef dit tot in 2010. Daarna was hij van 2010 tot 2011 secretaris van de Kamer. Na het aantreden van de regering-Di Rupo werd hij in 2011 terug Open Vld-fractieleider in de Kamer. 
In 2014 werd hij kortstondig opnieuw voorzitter van de Kamer tijdens de formatiegesprekken van de regering-Michel I. Nadat die regering gevormd werd, werd hij opnieuw fractieleider van Open Vld. In 2019 stelde hij zich als lijsttrekker opnieuw kandidaat voor de Kamer en werd hij opnieuw herkozen. Als langst zetelende parlementslid zat hij de eerste vergadering van de nieuw verkozen Kamer voor. Vervolgens werd hij verkozen voor een derde termijn als Kamervoorzitter.
Toen de federale regeringsvorming in 2019-2020 in februari 2020 in het slop was geraakt, benoemde koning Filip hem tot koninklijk opdrachthouder, samen met Senaatsvoorzitter Sabine Laruelle. In maart 2020 kon het duo hun opdracht met succes afronden; de zetelende regering van lopende zaken werd een tijdelijke minderheidsregering en kreeg voor zes maanden volmachten om de coronacrisis aan te pakken.
Bij de formatie van regering-De Croo werd bepaald dat Éliane Tillieux Dewael zou opvolgen als Kamervoorzitter. Na zijn Kamervoorzitterschap werd hij opnieuw volwaardig burgemeester van Tongeren en tot juni 2024 bureaulid van de Kamer. Ook was hij tot september 2021 voorzitter van de Kamercommissie Energie en Klimaat. Bij de federale verkiezingen van juni 2024 besliste Dewael geen nieuw parlementair mandaat meer te ambiëren, maar werd hij wel nog lijstduwer van de Limburgse Open Vld-lijst. Hij werd niet verkozen.
In mei 2024 werd hij bestuurder van gasnetbeheerder Fluxys.
Bij de lokale verkiezingen van oktober 2024 was Patrick Dewael lijstduwer voor de lokale formatie Tongeren Borgloon.nu in de pas gevormde fusiegemeente Tongeren-Borgloon. Hij werd verkozen en werd begin 2025 voorzitter van de gemeenteraad.

### Privéleven
Dewael werd geboren in een liberaal milieu. Net als voormalig minister Marleen Vanderpoorten is hij een kleinkind van Arthur Vanderpoorten (de vader van zijn moeder), voormalig liberaal minister in de Belgische regering.
Hij was gehuwd met advocate Marleen Van Doren en heeft twee zonen (waaronder Hasselts schepen Frank Dewael) en een dochter (Sophie). Op 24 augustus 2005 kondigde hij in een persmededeling aan dat hij zou scheiden van zijn vrouw vanwege een relatie met VRT-radiojournaliste Greet Op de Beeck. Na zijn scheiding werden Op de Beeck en hij levensgezellen, en op 19 juli 2019 trouwden ze.

## Eretekens
- België: Grootofficier in de Leopoldsorde, KB 5 juni 2007
- België: Grootkruis in de Orde van Leopold II, KB 26 mei 2014
- België: Minister van Staat, 2002